# Megachile clypeosinuata
Megachile clypeosinuata är en biart som beskrevs av Pasteels 1985. Megachile clypeosinuata ingår i släktet tapetserarbin, och familjen buksamlarbin. Inga underarter finns listade i Catalogue of Life.